# Josef Beran

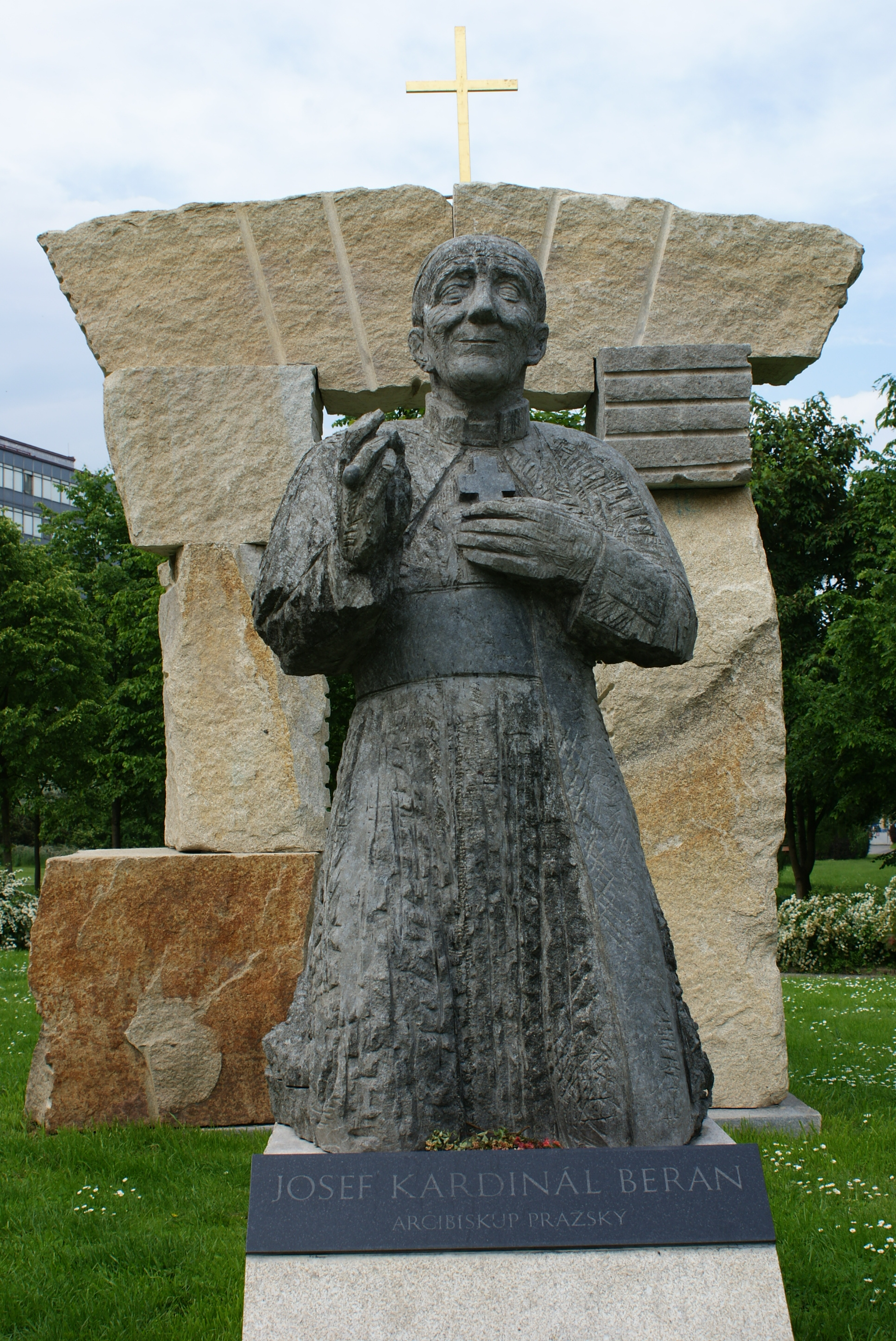
Denkmal für Josef Kardinal Beran vor der Katholischen Fakultät in Prag

Kardinalwappen von Josef Beran

Josef Kardinal Beran (* 29. Dezember 1888 in Pilsen, Bezirk Pilsen, Österreich-Ungarn; † 17. Mai 1969 in Rom) war Erzbischof von Prag.

## Leben

### Professor der Theologie
Nach Erlangung der Hochschulreife studierte Josef Beran an der Päpstlichen Universität Gregoriana in Rom die Fächer Katholische Theologie und Philosophie. Am 10. Juni 1911 empfing er in Rom die Priesterweihe. Nach seiner Rückkehr wirkte er als Kaplan im Erzbistum Prag. Seit 1917 unterrichtete er Religionspädagogik am Lehrinstitut der Schulschwestern zur hl. Anna in Prag. Ab 1929 lehrte er Pastoraltheologie am erzbischöflichen Priesterseminar in Prag, dessen Regens er 1932 wurde. Die Theologische Fakultät der Karls-Universität berief ihn zum Professor.

### Häftling des NS-Regimes

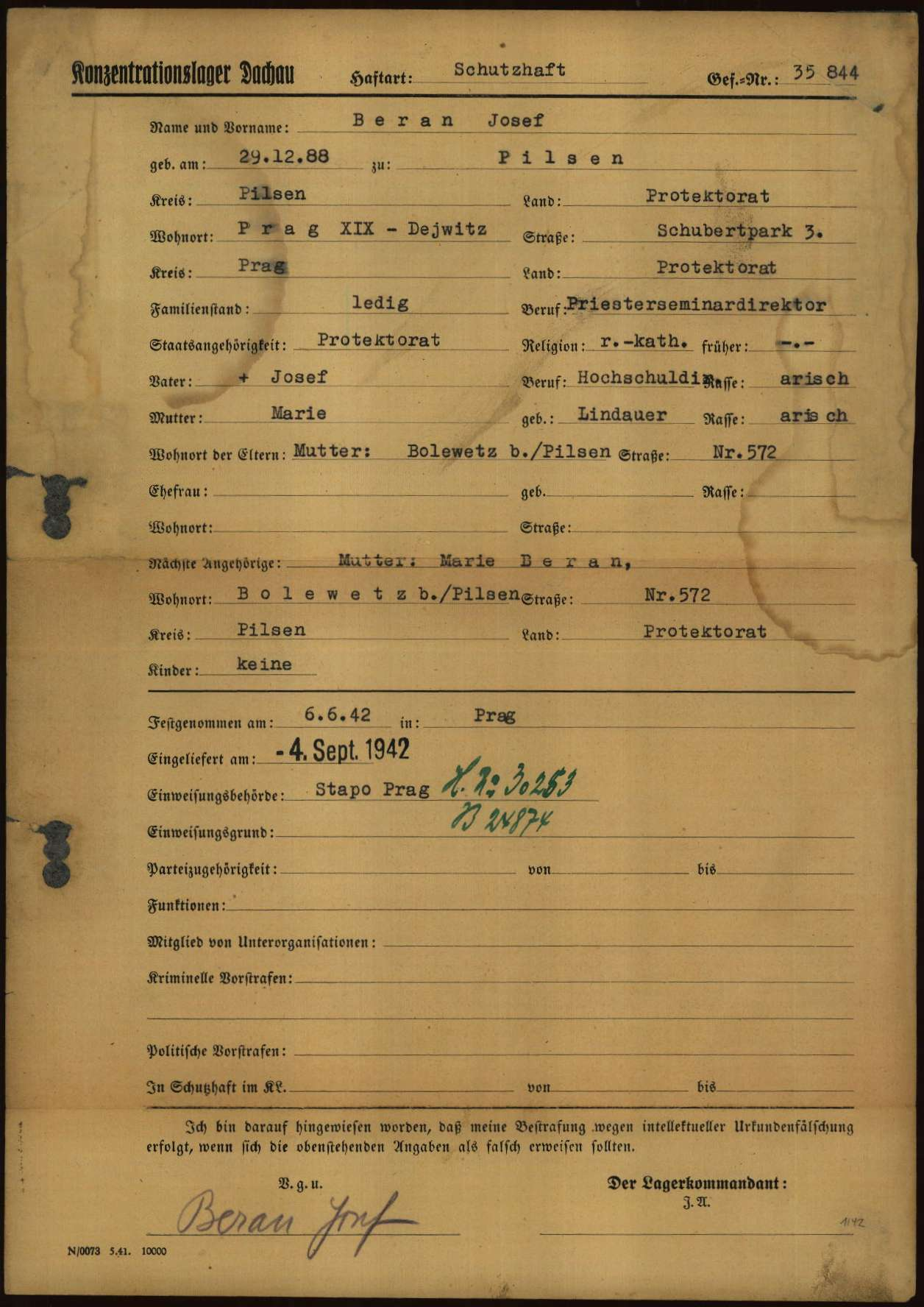
Anmeldeformular von Josef Beran als Gefangener im nationalsozialistischen Konzentrationslager Dachau

Nach dem Attentat auf Reinhard Heydrich wurde Josef Beran im Juni 1942 von den Nazis als Geisel verhaftet, zunächst im Prager Gefängnis Pankrác und danach im Gestapo-Gefängnis Theresienstadt und dem KZ Dachau inhaftiert. Nach Kriegsende kehrte er an das Prager Priesterseminar zurück, wo er wiederum als Regens eingesetzt wurde.
Im KZ Dachau traf Josef Beran auf den Pallottinerpater Richard Henkes SAC, der dort bei der Pflege typhuskranker Tschechen ums Leben kam. Die Tschechische Bischofskonferenz sprach sich im Jahr 2000 einstimmig für die Seligsprechung der beiden Naziopfer als Vorbilder deutsch-tschechischer Versöhnung aus.

### Erzbischof von Prag
Nachdem der Prager Erzbischofsstuhl seit 1941 vakant war, ernannte Papst Pius XII. Josef Beran am 4. November 1946 zum Erzbischof von Prag. Die Bischofsweihe spendete ihm am 8. Dezember 1946 der damalige Apostolische Nuntius der Tschechoslowakei, Erzbischof Saverio Ritter; Mitkonsekratoren waren Mořic Pícha, Bischof von Hradec Králové, und Anton Eltschkner, Weihbischof in Prag.
Nach dem Februarumsturz 1948 und der Machtübernahme der Tschechoslowakei durch die Kommunisten steuerte das neue Regime einen repressiven Kurs gegen die katholische Kirche. Katholische Publikationen wurden verboten, katholische Verlage beschlagnahmt, katholische Schulen geschlossen. Der Vatikan wurde zum Feind erklärt und der Nuntius aus Prag ausgewiesen.
Beran kritisierte die antikirchlichen Maßnahmen der neuen Regierung. Diese beabsichtigte, mit der sogenannten Katholischen Aktion, die katholische Kirche in eine nationale, von Rom abgetrennte Kirche überzuführen. Der Erzbischof gab einen Hirtenbrief heraus, in dem er sich weigerte, die Kirche dem kommunistischen Regime zu unterwerfen. Nachdem er am Vortag in der Strahover Abteikirche die antikirchlichen Maßnahmen kritisiert hatte, wurde er am 19. Juni 1949 verhaftet und von seiner Umgebung isoliert. Im Oktober 1949 richtete das Regime ein staatliches Kirchenamt ein, mit dem das gesamte kirchliche Leben überwacht und gesteuert werden sollte. 1950 wurden alle Ordensleute in Konzentrationsklöster oder Umerziehungslager eingewiesen, wobei sie der Spionage und der Tätigkeit für den Vatikan beschuldigt wurden. Beran stand zunächst im Erzbischöflichen Palais unter Hausarrest. Von 1950 bis 1963 lebte er unter Hausarrest an immer wechselnden, geheim gehaltenen Orten. Er selbst wusste nie, wo er sich befand und durfte nicht einmal kommunistische Presse lesen. Auch nach der offiziellen Freilassung 1963 durfte er nicht nach Prag zurückkehren. Weiterhin stand er unter Beobachtung der staatlichen Sicherheitsbehörden.

### Exil
Nachdem Josef Beran 1965 von Papst Paul VI. zum Kardinalpriester mit der Titelkirche Santa Croce in via Flaminia in das Kardinalskollegium berufen wurde, gelang es der vatikanischen Diplomatie, Berans Ausreise nach Rom zu erreichen. Anschließend wurde er durch die tschechoslowakische Regierung unter Antonín Novotný des Landes verwiesen. Eine Rückkehr war nicht mehr möglich.
Sein Exil ermöglichte es Josef Beran, an der letzten Sitzungsperiode des Zweiten Vatikanischen Konzils teilzunehmen. Dort hielt er am  20. September 1965 in der Konzilsaula eine Rede über die Gewissens- und Religionsfreiheit aller Bekenntnisse. Dabei deutete er in einem Hinweis auf die Schuld seiner eigenen Kirche die seinerzeitige Verfolgung der Christen in seinem Heimatland als eine Sühne für die Verbrechen, die die katholische Kirche an Jan Hus und an anderen Andersdenkenden im Laufe der Jahrhunderte verübt hatte: “quidem in spiritu quoque paenitentiae pro peccatis hac in re saeculis antecedentibus commissis” (deutsch: „in der Tat im Geiste auch der Reue für die in dieser Angelegenheit in vergangenen Jahrhunderten begangenen Sünden“).
In Rom gründete Kardinal Beran das „Tschechische Religiöse Zentrum Velehrad“. Aus Sorge um die ihm anvertrauten Gläubigen hatte er dem Papst mehrfach seinen Rücktritt angeboten, den dieser jedoch stets ablehnte. 1965 ernannte der Papst den 1949 geheim zum Bischof geweihten František Tomášek zum Administrator des Erzbistums Prag.
Auch in der Zeit des Prager Frühlings erfüllte sich Berans Hoffnung auf eine Rückkehr nach Prag nicht. Nach der Selbstverbrennung Jan Palachs im Januar 1969 strahlte Radio Vatikan eine Rede Berans aus, in der er sich an sein Heimatland wandte.

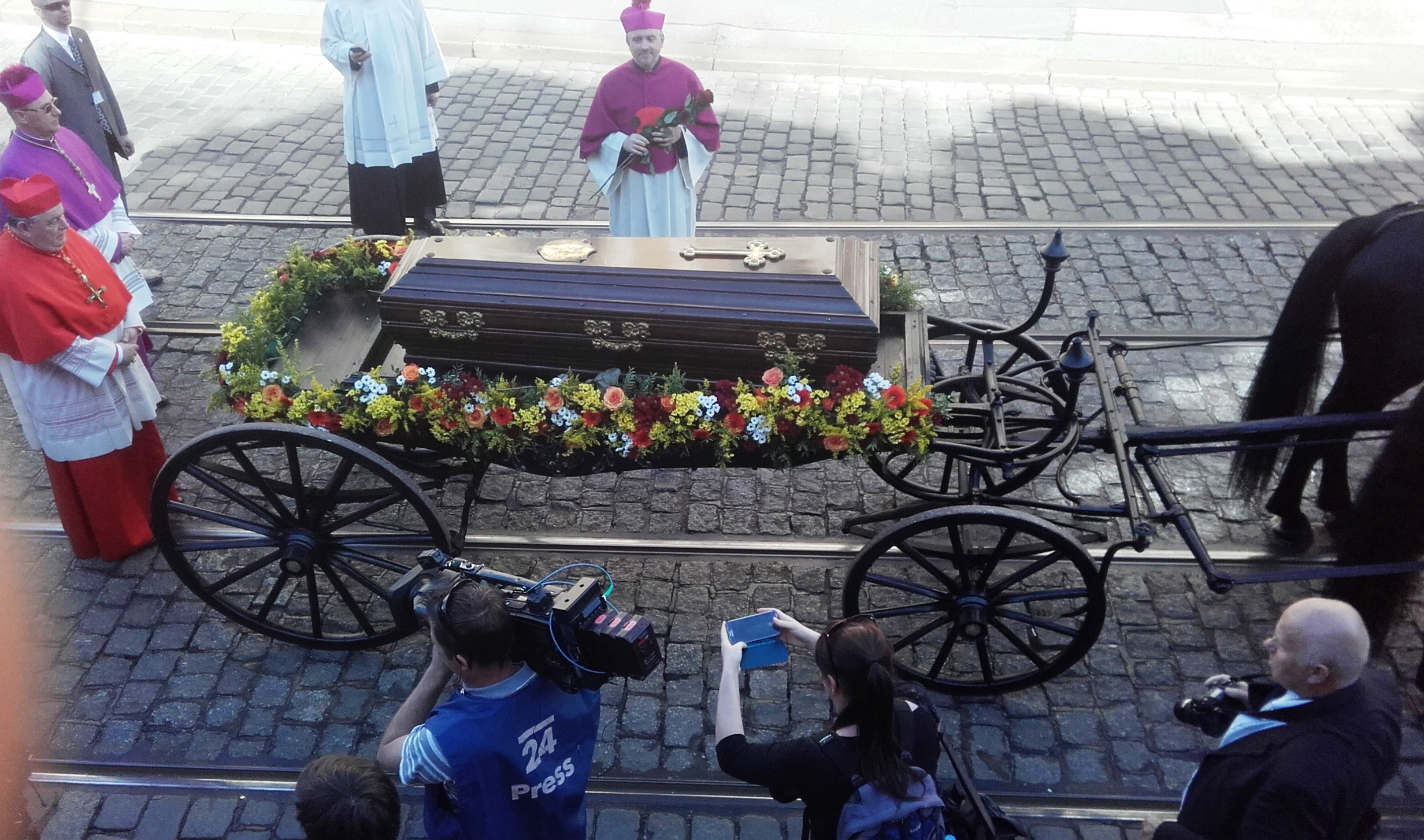
Überführung des Sarges nach Prag (2018)

### Tod und Beisetzung
Am 17. Mai 1969 starb Josef Beran in Rom. Die kommunistische Regierung der Tschechoslowakei gestattete die Überführung seines Leichnams in die Heimat nicht. Papst Paul VI. erwies ihm eine außergewöhnliche Ehre, die sonst nur Päpsten zukommt: Josef Beran wurde in einer Krypta des Petersdoms bestattet. Josef Beran selbst hatte in seinem Testament bekundet, in seiner Geburtsstadt Pilsen oder in Prag bestattet werden zu wollen. Im April 2018 wurden seine sterblichen Überreste von Rom nach Prag überführt und am 23. April 2018 im Veitsdom beigesetzt.

## Tschechen und Deutsche
Beran litt unter zwei totalitären Regimen. Über lange Zeit hielt sich eine Abneigung unter den aus der Tschechoslowakei vertriebenen Deutschen. Bei einem Kolloquium in Prag, an dem auch Vertreter der Ackermann-Gemeinde teilnahmen, wurden 2018 nach neuesten Forschungen die Nähe des Erzbischofs zu den Vertriebenen offenbar gemacht. Täglich soll er auch für seine „tschechischen und deutschen Landsleute“ gebetet haben.

## Seligsprechungsprozess
Wegen seiner Frömmigkeit, seiner Vaterlandsliebe und seinem Einsatz für Frieden und Gerechtigkeit wurde am 2. April 1999 ein Seligsprechungsprozess für Josef Beran eröffnet.